# Michael McBeath
Michael McBeath (nascido em 7 de abril de 1950) é um ex-ciclista zimbabwano. Ele representou seu país durante os Jogos Olímpicos de Verão de 1980, na prova de corrida em estrada.